# John Felton
John Felton (1595-29 de noviembre de 1628) era un teniente del ejército inglés que asesinó a George Villiers, I duque de Buckingham, de una puñalada en el Pub Greyhound, en Portsmouth, el 23 de agosto de 1628.

## Antecedentes
Felton resultó herido en la desastrosa expedición que Buckingham dirigió en 1627 contra los franceses en la famosa Fortaleza de La Rochelle, y creció en él un fuerte rencor personal contra el Duque, quien además se dice se apropió de forma corrupta de parte de su salario e impidió que este ascendiera de rango.
Buckingham se había vuelto enormemente impopular en Inglaterra por sus desastrosas derrotas contra Francia en La Rochelle y contra España en un fallido ataque contra Cádiz. El Parlamento británico había emprendido movimientos legales contra él debido a su incompetencia, pero Carlos I, que sentía verdadera devoción hacia el duque, intervino personalmente para evitar cualquier juicio contra Buckingham.
Poco después del asesinato, Felton se presentó hacia la multitud y, esperando ser bien recibido, confesó su culpabilidad. Empero, fue inmediatamente detenido y enviado a Londres ante los magistrados para ser interrogado.
El Consejo Privado intentó interrogarlo bajo tortura en el potro, pero los jueces se negaron a tal cosa argumentando que con ello se violaban las leyes de Inglaterra. Mientras aguardaba su juicio Felton fue ensalzado en poemas y folletos, pero ello no evitó que fuera condenado a muerte y ejecutado mediante ahorcamiento en Tyburn, el 29 de noviembre de 1628.
En un error de cálculo de las autoridades, su cuerpo fue enviado de vuelta a Porthsmouth, para ser expuesto como advertencia, pero en vez de eso se convirtió en objeto de veneración por parte de sus habitantes.
Se publicaron muchos poemas que glorificaban a Felton y justificaban su acción. Eruditos de Oxford incluso afirmaban que había salvado a Inglaterra y al rey Carlos I de la corrupción y politiqueo de Buckingham. Un poema anónimo, titulado A la muerte del Duque, comienza:

El Duque ha muerto y nos libró de la lucha
por la mano de Felton que le quitó la vida
Poema anónimo

Asimismo el poema también señalaba a Buckingham como un criminal:

Un miembro podrido que no puede tener cura

Debe ser cortado para guardar al cuerpo de seguro
Poema anónimo

## En la ficción
Felton aparece en la célebre novela de Alejandro Dumas, Los tres mosqueteros, así como en las películas de 1973, Los tres mosqueteros, y de 1974, Los cuatro mosqueteros.